# Mohamed Ben Hassan
Mohamed Ben Hassan ou Mohamed Effendy est un dey d'Alger d'origine égyptienne ayant régné de 1718 à 1724.

## Règne
Son règne est marqué par une intense activité diplomatique. Successeur de Baba Ali qui refusa l'envoi d'un pacha par Istanbul et marqua son indépendance notamment en matière de politique extérieure ; il fait preuve d'une très grande fermeté face aux demandes de la Sublime Porte. 
Il refuse la tentative de renvoyer un pacha, refuse un capidji demandant de conclure une paix avec les Hollandais et ne cède pas à la menace de ne plus recevoir de renforts de janissaires. Il négocie par la suite directement avec la France et la Hollande des traités de paix. 
Il doit cependant faire face à des révoltes internes et à l'hostilité croissante des raïs qui le trouvent trop proche des janissaires et finissent par l'assassiner en mars 1724,.